# Militärflugplatz Malacky

i7
i11
i13
Der Militärflugplatz Malacky oder Kuchyňa, slow. Letecká základňa Malacky bzw. Kuchyňa, ist ein Militärflugplatz der Luftstreitkräfte der Slowakischen Republik, Veliteľstvo vzdušných síl OS SR (VVzS). Er liegt zirka 10 km südöstlich der Stadt Malacky und 1 km westlich von Kuchyňa im Westen des Landes. Er ist der Stützpunkt der slowakischen Transportflieger.
Die deutsche Luftwaffe nutzte den Platz bereits im Zweiten Weltkrieg, und vor der Auflösung der Tschechoslowakei bezeichneten die Luftstreitkräfte der ČSSR den Flugplatz als 33. Luftwaffenbasis. Die Slowakei nutzte den Flugplatz zunächst als Kampfflugzeugbasis.

## Geschichte
Ursprünglich als Artillerieschießplatz der Artillerieschule des tschechoslowakischen Heeres angelegt, wurde das Gelände ab dem Jahr 1941 zum Flugplatz umgebaut. Die 1235 Meter lange Start- und Landebahn hatte einen Grasuntergrund. Am Rande wurden zwei Hangars, mehrere Baracken, ein Flugkontrollturm und eine Feuerwache angelegt. Die Luftwaffe der Wehrmacht nutzte ihn anfangs zur Ausbildung. Ab September 1941 lagen hier Teile der Großen Kampffliegerschule 2 und ab Oktober 1942 die Große Beobachterschule 2. Im November 1944 stellte die Luftwaffe eine Fliegerhorstkommandantur auf und stationierte hier auch reguläre Fliegerverbände.
Die folgende Tabelle zeigt eine Auflistung aller fliegender aktiven Einheiten (ohne Schul- und Ergänzungsverbände) der Luftwaffe, die hier zwischen 1943 und 1945 stationiert waren.
| von           | bis           | Einheit                                                    | Ausrüstung                                                                                          |
| ------------- | ------------- | ---------------------------------------------------------- | --------------------------------------------------------------------------------------------------- |
| Oktober 1943  | Dezember 1943 | Stab, 1./NSGr. 4 (1. Staffel der Nachtschlachtgruppe 4)    | Gotha Go 145                                                                                        |
| Juli 1944     | Juli 1944     | Stab, I./ZG 76 (I. Gruppe des Zerstörergeschwaders 76)     | Messerschmitt Me 410, Bf 109                                                                        |
| Oktober 1944  | Februar 1945  | Stab II./NJG 100 (II. Gruppe des Nachtjagdgeschwaders 100) | Junkers Ju 88C-6, Ju 88G-6, Ju 88G-1, Dornier Do 217N, Focke-Wulf Fw 189A, Messerschmitt Bf 109G-14 |
| Dezember 1944 | Februar 1945  | Stab, I./KG 4 (I. Gruppe des Kampfgeschwaders 4)           | Heinkel He 111H                                                                                     |
| Januar 1945   | Januar 1945   | IV./TG 4 (IV. Gruppe des Transportgeschwaders 4)           | Junkers Ju 352, Ju 252, Ju 90, Focke-Wulf Fw 200, Arado Ar 232, Messerschmitt Me 323, Piaggio P.108 |
| Januar 1945   | März 1945     | 14./KG 27 (14. Staffel des Kampfgeschwaders 27)            | Heinkel He 111H                                                                                     |
| März 1945     | April 1945    | I./JG 53 (I. Gruppe des Jagdgeschwaders 53)                | Messerschmitt Bf 109G                                                                               |

Während des Kalten Kriegs diente der Platz als temporäre Basis von L-39V, die in der Zieldarstellungsrolle über den benachbarten Schießplätzen eingesetzt wurden.
Am 1. Januar 1993 wurde Malacky Heimatbasis des mit je zwei Staffeln Su-22M-4/UM-3 bzw. MiG-21MA/MF/R/UM ausgerüsteten 3. Jagdbomber-Regiments, 3. Stíhací Bombardovací Letecký Pluk (3SBoLP). Die älteren MiG-21 wurden bereits im folgenden Jahre abgezogen und an ihre Stelle wurde eine der Staffeln im September 1994 mit Su-25K/UBK ausgerüstet. Die verbliebenen MiG der 4. Staffel wurden 1996 außer Dienst gestellt und die verbliebenen drei Staffeln erhielten zusätzlich jeweils einige L-29-Trainer. Das Regiment selbst wurde in 33. Jagdbombergeschwader, 33. Stíhacie Bombardovacie Letecké Krídlo (33SBoLK), umbenannt. Die vierte Staffel existierte zunächst noch, ohne dass ihr eigene Flugzeuge zugeteilt waren, weiter.
In den Jahren 1999/2000 wurden ein Teil der Su-22 an Angola verkauft und die L-29 kamen in Folge zur 2. Staffel. Diese wurde Ende 2001 in eine Transport- und Helikopterstaffel umgewandelt wurde, die L-29 an die 1. Staffel abgegeben und die 4. Staffel aufgelöst. Der Verband und der Flugplatz wurden fortan als 2. Luftbasis, 2. Letecká základňa, bezeichnet.
Im Hinblick auf den NATO-Beitritt des Landes kam es noch zu einigen weiteren Umorganisationen und 2010 zur Aufstellung des nach wie vor hier stationierten Lufttransportverbandes, der anfangs mit An-26 und L-410 ausgerüstet war. Die vorerst letzte Änderung betraf die Außerdienststellung der An-26, deren Nachfolger, die C-27J, 2018 in Malacky eintraf.
Nach Abschluss einer Anfang 2022 geschlossenen Mitnutzungsvereinbarung durch Streitkräfte der USA wird das Areal hierfür mit amerikanischen Geldern von insgesamt 100 Millionen US-Dollar für die beiden Flugplätze Malacky und Sliač hergerichtet. Die erste slowakische F-16V wurde im Juli 2024 nach Malacky überführt.
Nachdem Spanien 2024 die neue Rahmennation der seinerzeitigen NATO-Battlegroup Slovakia wurde, etablierten die Spanischen Heeresflieger hier ab 2025 ein Helikopter-Detachment inklusive der Errichtung eigener Hangare.

## Militärische Nutzung
Die Basis ist (Stand 2025) Heimat des 46. Geschwaders "Kuchyna", 46. Krídlo "Kuchyna" „General M. R. Štefánika“, dem drei fliegende Staffeln unterstellt sind.
- 1. Dopravná letka, Transportstaffel, ausgerüstet mit C-27J und verschiedene Varianten der L-410.
- 2. Výcviková letka, Schulstaffel, ausgerüstet mit L-39CM/ZAM, temporäre Stationierung während der Modernisierung von Sliač
- 1. Bojová letka, Kampfstaffel, ausgerüstet mit F-16V, im Zulauf seit 2024, ebenfalls temporär

Hinzu kommen die nicht fliegenden Unterstützungseinheiten des Geschwaders.
Neben den slowakischen Streitkräften begannen in Folge des Russischen Überfall auf die Ukraine seit 2022 auch andere NATO-Staaten mit der Mitnutzung. Spanien etabliert hier zurzeit einen Stützpunkt für eine Handvoll NH90- und Tiger-Hubschrauber.